# Vorë
Vorë là một đô thị trong quận Tirana thuộc hạt Tirana, Albania. Dân số năm 2005 là 12796 người.